# 라인 타운
《라인 타운》(영어: Line Town, 일본어: ラインタウン)은 인스턴트 메신저 라인에 사용된 캐릭터를 바탕으로 2013년 4월 3일부터 2014년 3월 26일까지 TV 도쿄에서 방송된 일본의 텔레비전 애니메이션이다. 대한민국에서는 2014년 6월 16일부터 디즈니 채널에서 방송되었다.

## 등장 캐릭터

### 주연
- 코니 (카네다 아키 / 김하영)
- 문 (모리카와 토시유키 / 엄상현)
- 브라운
- 제임스 (카자마 유우토 / 신용우)
- 제시카 (고쿠류 사치 / 양정화)
- 샐리 (에노모토 아쓰코 / 우정신)
- 아저씨 [보스] (토비타 노부오 / 이인성)

### 조연
- 에드워드
- 버섯 아저씨 (오가타 미츠루 / 이인성)
- 레너드 (한 메구미 / 김서영)
- 도로시
- 외계인 가족
- 모아이
- 문의 아버지/어머니

## 에피소드
| 번호 | 제목                                         | 감독              | 각본 및 스토리보드                                  | 본 방송 날짜     | 대한민국 방송 날짜 |
| ---- | -------------------------------------------- | ----------------- | --------------------------------------------------- | ---------------- | ------------------ |
| 1    | "생일" "たんじょうび"                        | 오와다 요시히로   | 이후쿠베 타카시, 시기노 아키라                      | 2013년 4월 3일   | 2014년 6월 16일    |
| 2    | "구덩이" "あな"                              | 오와다 요시히로   | 쿠로즈미 히카루, 시기노 아키라                      | 2013년 4월 3일   | 2014년 6월 16일    |
| 3    | "연어인형" "サーモンちゃん"                  | 타케우치 아키라   | 타마다 마코, 타카모토 노리히로                      | 2013년 4월 10일  | 추후 공개          |
| 4    | "파티" "パーティー"                          | 오가와 이치로     | 타마다 마코, 타카모토 노리히로                      | 2013년 4월 10일  | 추후 공개          |
| 5    | "위기" "ピンチ"                              | 카노 아키라       | 쿠로즈미 히카루, 우에다 시게루                      | 2013년 4월 17일  | 2014년 6월 17일    |
| 6    | "웃는 얼굴" "えがお"                         | 카노 아키라       | 코이데 케이스케, 시기노 아키라                      | 2013년 4월 17일  | 2014년 6월 17일    |
| 7    | "재회" "さいかい"                            | 오다 타에코       | 타마다 마코, 타도코로 오사무                        | 2013년 4월 24일  | 2014년 6월 18일    |
| 8    | "그림자" "かげ"                              | 호소가와 슈헤이   | 요시다 마사유키, 타도코로 오사무                    | 2013년 4월 24일  | 2014년 6월 18일    |
| 9    | "운세" "うらない"                            | 코사코 요시시게   | 타마다 마코, 우시구사 타케시                        | 2013년 5월 1일   | 2014년 6월 19일    |
| 10   | "예술" "げいじゅつ"                          | 후지와라 야키히토 | 이후쿠베 타카시, 시기노 아키라                      | 2013년 5월 1일   | 2014년 6월 19일    |
| 11   | "경품 추첨권" "ふくびき"                     | 무라카미 츠토무   | 이후쿠베 타카시, 타카모토 노리히로                  | 2013년 5월 8일   | 추후 공개          |
| 12   | "퀴즈대회" "クイズ"                          | 무라타 토시하루   | 오다 타에코, 코데라 카츠유키                        | 2013년 5월 8일   | 추후 공개          |
| 13   | "보물" "たからもの"                          | 오와다 요시히로   | 이후쿠베 타카시, 마에다 야스나리                    | 2013년 5월 15일  | 추후 공개          |
| 14   | "형제자매" "きょうだい"                      | 오와다 요시히로   | 미우라 코지, 시기노 아키라                          | 2013년 5월 15일  | 추후 공개          |
| 15   | "일찍 자고 일찍 일어나기" "はやねはやおき"   | 사토우 토시아키   | 타나베 시게노리, 코데라 카츠유키                    | 2013년 5월 22일  | 추후 공개          |
| 16   | "다이어트" "ダイエット"                      | 타케우치 아키라   | 타마다 마코, 코데라 카츠유키                        | 2013년 5월 22일  | 추후 공개          |
| 17   | "새집머리" "ねぐせ"                          | 카노 아키라       | 요시다 마사유키, 나카가와 사토시                    | 2013년 5월 29일  | 추후 공개          |
| 18   | "리더" "りーだー"                            | 카노 아키라       | 이후쿠베 타카시, 시기노 아키라                      | 2013년 5월 29일  | 추후 공개          |
| 19   | "모델" "もでる"                              | 와다 요시히로     | 쿠로즈미 히카루, 코데라 카츠유키                    | 2013년 6월 5일   | 추후 공개          |
| 20   | "영웅" "ひーろー"                            | 호소카와 슈헤이   | 타마다 마코, 코데라 카츠유키                        | 2013년 6월 5일   | 추후 공개          |
| 21   | "진흙구슬" "どろだんご"                      | 후지와라 아키히토 | 쿠로즈미 히카루, 우시구사 타케시                    | 2013년 6월 12일  | 추후 공개          |
| 22   | "꾀병" "けびょう"                            | 코사코 요시시게   | 미우라 코지, 시기노 아키라                          | 2013년 6월 12일  | 추후 공개          |
| 23   | "블로그" "すくーぷ"                          | 호소카와 슈헤이   | 타마다 마코, 코데라 카츠유키                        | 2013년 6월 19일  | 추후 공개          |
| 24   | "태풍" "たいふう"                            | 무라카미 츠토무   | 미우라 코지, 코데라 카츠유키                        | 2013년 6월 19일  | 추후 공개          |
| 25   | "캠핑" "きゃんぷ"                            | 오와다 요시히로   | 요시다 마사유키, 우에다 시게루                      | 2013년 6월 26일  | 추후 공개          |
| 26   | "오디션" "おーでぃしょん"                    | 오와다 요시히로   | 타나베 시게노리, 시기노 아키라                      | 2013년 6월 26일  | 추후 공개          |
| 27   | "유혹" "ゆうわく"                            | 타케우치 아키라   | 코이데 케이스케, 타나베 시게노리, 카가와 토요       | 2013년 7월 3일   | 추후 공개          |
| 28   | "베이비시터" "ベビーシッター"                | 사토우 토시아키   | 미우라 코지, 이시야마 타카아키                      | 2013년 7월 3일   | 추후 공개          |
| 29   | "귀신" "７にんめ"                            | 카노 아키라       | 쿠로즈미 히카루, 나카가와 사토시                    | 2013년 7월 10일  | 추후 공개          |
| 30   | "데블좀비" "でびるぞんび"                    | 카노 아키라       | 시미즈 히가시, 나카가와 사토시                      | 2013년 7월 10일  | 추후 공개          |
| 31   | "친구" "ともだち"                            | 호소카와 슈헤이   | 시미즈 히가시, 이시야마 타카아키                    | 2013년 7월 17일  | 추후 공개          |
| 32   | "로봇청소기" "さるさ"                        | 오다 타에코       | 코이데 케이스케, 타나베 시게노리, 이시야마 타카아키 | 2013년 7월 17일  | 추후 공개          |
| 33   | "우주(전편)" "うちゅう①"                     | 후지와라 아키히토 | 타마다 마코, 시기노 아키라                          | 2013년 7월 24일  | 추후 공개          |
| 34   | "우주(후편)" "うちゅう②"                     | 코사코 요시시게   | 타마다 마코, 시기노 아키라                          | 2013년 7월 24일  | 추후 공개          |
| 35   | "아저씨" "おじさん"                          | 니시노 리에       | 타마다 마코, 카가와 토요                            | 2013년 7월 31일  | 추후 공개          |
| 36   | "바다" "うみ"                                | 무라카미 츠토무   | 미우라 코지, 이시야마 타카아키                      | 2013년 7월 31일  | 추후 공개          |
| 37   | "스몰" "スモール"                            | 오와다 요시히로   | 쿠로즈미 히카루, 나카무라 노리유키                  | 2013년 8월 7일   | 추후 공개          |
| 38   | "빅" "ビッグ"                                | 오와다 요시히로   | 쿠로즈미 히카루, 우에다 시게루                      | 2013년 8월 7일   | 추후 공개          |
| 39   | "얼음" "こおり"                              | 타케우치 아키라   | 타마다 마코, 이시야마 타카아키                      | 2013년 8월 14일  | 추후 공개          |
| 40   | "로봇" "ロボさん"                            | 사토우 토시아키   | 시미즈 히가시, 카메이 타카시                        | 2013년 8월 14일  | 추후 공개          |
| 41   | "닌자" "にんじゃ"                            | 알 수 없음        | 알 수 없음                                          | 2013년 8월 21일  | 추후 공개          |
| 42   | "병따개" "せんぬき"                          | 알 수 없음        | 알 수 없음                                          | 2013년 8월 21일  | 추후 공개          |
| 43   | "자동차" "くるま"                            | 알 수 없음        | 알 수 없음                                          | 2013년 8월 28일  | 추후 공개          |
| 44   | "제시카" "ジェシカ"                          | 알 수 없음        | 알 수 없음                                          | 2013년 8월 28일  | 추후 공개          |
| 45   | "택배기사" "おしごと"                        | 알 수 없음        | 알 수 없음                                          | 2013년 9월 4일   | 추후 공개          |
| 46   | "취향" "こだわり"                            | 알 수 없음        | 알 수 없음                                          | 2013년 9월 4일   | 추후 공개          |
| 47   | "어디?" "どこ？"                             | 알 수 없음        | 알 수 없음                                          | 2013년 9월 11일  | 추후 공개          |
| 48   | "열차" "れっしゃ"                            | 알 수 없음        | 알 수 없음                                          | 2013년 9월 11일  | 추후 공개          |
| 49   | "옥수수" "コーン"                            | 알 수 없음        | 알 수 없음                                          | 2013년 9월 18일  | 추후 공개          |
| 50   | "마법" "まほう"                              | 알 수 없음        | 알 수 없음                                          | 2013년 9월 18일  | 추후 공개          |
| 51   | "둘이 함께" "いっしょ"                       | 알 수 없음        | 알 수 없음                                          | 2013년 9월 25일  | 추후 공개          |
| 52   | "카드놀이" "トランプ"                        | 알 수 없음        | 알 수 없음                                          | 2013년 9월 25일  | 추후 공개          |
| 53   | "스파이" "スパイ"                            | 알 수 없음        | 알 수 없음                                          | 2013년 10월 2일  | 추후 공개          |
| 54   | "해적" "かいぞく"                            | 알 수 없음        | 알 수 없음                                          | 2013년 10월 2일  | 추후 공개          |
| 55   | "재판" "さいばん"                            | 알 수 없음        | 알 수 없음                                          | 2013년 10월 9일  | 추후 공개          |
| 56   | "파괴능력자" "こわれる"                      | 알 수 없음        | 알 수 없음                                          | 2013년 10월 9일  | 추후 공개          |
| 57   | "소중한 만남" "いちごいちえ"                 | 알 수 없음        | 알 수 없음                                          | 2013년 10월 16일 | 추후 공개          |
| 58   | "행복" "しあわせ"                            | 알 수 없음        | 알 수 없음                                          | 2013년 10월 16일 | 추후 공개          |
| 59   | "복제 코니" "コピー"                         | 알 수 없음        | 알 수 없음                                          | 2013년 10월 23일 | 추후 공개          |
| 60   | "심부름" "おつかい"                          | 알 수 없음        | 알 수 없음                                          | 2013년 10월 23일 | 추후 공개          |
| 61   | "도로시" "ドロシー"                          | 알 수 없음        | 알 수 없음                                          | 2013년 10월 30일 | 추후 공개          |
| 62   | "날씨" "おてんき"                            | 알 수 없음        | 알 수 없음                                          | 2013년 10월 30일 | 추후 공개          |
| 6364 | "은하계" "ジュビジュリ"                      | 알 수 없음        | 알 수 없음                                          | 2013년 11월 6일  | 추후 공개          |
| 65   | "버섯아저씨" "キノコさん"                    | 알 수 없음        | 알 수 없음                                          | 2013년 11월 13일 | 추후 공개          |
| 66   | "등산" "やまのぼり"                          | 알 수 없음        | 알 수 없음                                          | 2013년 11월 13일 | 추후 공개          |
| 67   | "뮤지컬" "ミュージカル"                      | 알 수 없음        | 알 수 없음                                          | 2013년 11월 20일 | 추후 공개          |
| 68   | "황혼" "たそがれ"                            | 알 수 없음        | 알 수 없음                                          | 2013년 11월 20일 | 추후 공개          |
| 69   | "칭찬의 달인" "ほめじょうず"                 | 알 수 없음        | 알 수 없음                                          | 2013년 11월 27일 | 추후 공개          |
| 70   | "사과" "りんご"                              | 알 수 없음        | 알 수 없음                                          | 2013년 11월 27일 | 추후 공개          |
| 71   | "응원단" "チアリーダー"                      | 알 수 없음        | 알 수 없음                                          | 2013년 12월 4일  | 추후 공개          |
| 72   | "아르바이트" "アルバイト"                    | 알 수 없음        | 알 수 없음                                          | 2013년 12월 4일  | 추후 공개          |
| 73   | "문구점" "ぶんぼうぐ"                        | 알 수 없음        | 알 수 없음                                          | 2013년 12월 11일 | 추후 공개          |
| 74   | "존경" "あこがれ"                            | 알 수 없음        | 알 수 없음                                          | 2013년 12월 11일 | 추후 공개          |
| 75   | "깡통차기" "かんけり"                        | 알 수 없음        | 알 수 없음                                          | 2013년 12월 18일 | 추후 공개          |
| 76   | "화풀이 항아리" "いらいら"                   | 알 수 없음        | 알 수 없음                                          | 2013년 12월 18일 | 추후 공개          |
| 7778 | "아버지" "おとうさん"                        | 알 수 없음        | 알 수 없음                                          | 2013년 12월 25일 | 추후 공개          |
| 7980 | "LINE FIVE(라인파이브)" "ラインファイブ"     | 알 수 없음        | 알 수 없음                                          | 2014년 1월 8일   | 추후 공개          |
| 81   | "호수" "みずうみ"                            | 알 수 없음        | 알 수 없음                                          | 2014년 1월 15일  | 추후 공개          |
| 82   | "씨앗" "たね"                                | 알 수 없음        | 알 수 없음                                          | 2014년 1월 15일  | 추후 공개          |
| 83   | "인력거" "じんりきしゃ"                      | 알 수 없음        | 알 수 없음                                          | 2014년 1월 22일  | 추후 공개          |
| 84   | "변화" "ダークロボさん"                      | 알 수 없음        | 알 수 없음                                          | 2014년 1월 22일  | 추후 공개          |
| 85   | "와일드" "ワイルド"                          | 알 수 없음        | 알 수 없음                                          | 2014년 1월 29일  | 추후 공개          |
| 86   | "미트볼" "ミートボール"                      | 알 수 없음        | 알 수 없음                                          | 2014년 1월 29일  | 추후 공개          |
| 87   | "콩나무" "まめのき"                          | 알 수 없음        | 알 수 없음                                          | 2014년 2월 5일   | 추후 공개          |
| 88   | "파이" "パイ"                                | 알 수 없음        | 알 수 없음                                          | 2014년 2월 5일   | 추후 공개          |
| 89   | "체인지" "いれかわり"                        | 알 수 없음        | 알 수 없음                                          | 2014년 2월 19일  | 추후 공개          |
| 90   | "영접" "おもてなし"                          | 알 수 없음        | 알 수 없음                                          | 2014년 2월 19일  | 추후 공개          |
| 9192 | "LINE FIVE 2(라인파이브2)" "ラインファイブ2" | 알 수 없음        | 알 수 없음                                          | 2014년 2월 26일  | 추후 공개          |
| 93   | "비밀" "ひみつ"                              | 알 수 없음        | 알 수 없음                                          | 2014년 3월 5일   | 추후 공개          |
| 94   | "상담" "そうだん"                            | 알 수 없음        | 알 수 없음                                          | 2014년 3월 5일   | 추후 공개          |
| 95   | "긍정" "ポジティブ"                          | 알 수 없음        | 알 수 없음                                          | 2014년 3월 12일  | 추후 공개          |
| 96   | "가짜" "にせもの"                            | 알 수 없음        | 알 수 없음                                          | 2014년 3월 12일  | 추후 공개          |
| 97   | "옹졸함" "ちっちゃい"                        | 알 수 없음        | 알 수 없음                                          | 2014년 3월 19일  | 추후 공개          |
| 98   | "아들" "むすこ"                              | 알 수 없음        | 알 수 없음                                          | 2014년 3월 19일  | 추후 공개          |
| 99   | "주사위" "サイコロ"                          | 알 수 없음        | 알 수 없음                                          | 2014년 3월 26일  | 추후 공개          |
| 100  | "라인타운" "ラインタウン"                    | 알 수 없음        | 알 수 없음                                          | 2014년 3월 26일  | 추후 공개          |